# Zweikeimblättrige
Die Einteilung der Lebewesen in Systematiken ist kontinuierlicher Gegenstand der Forschung. So existieren neben- und nacheinander verschiedene systematische Klassifikationen. 
Das hier behandelte Taxon ist durch neue Forschungen obsolet geworden oder ist aus anderen Gründen nicht Teil der in der deutschsprachigen Wikipedia dargestellten Systematik.

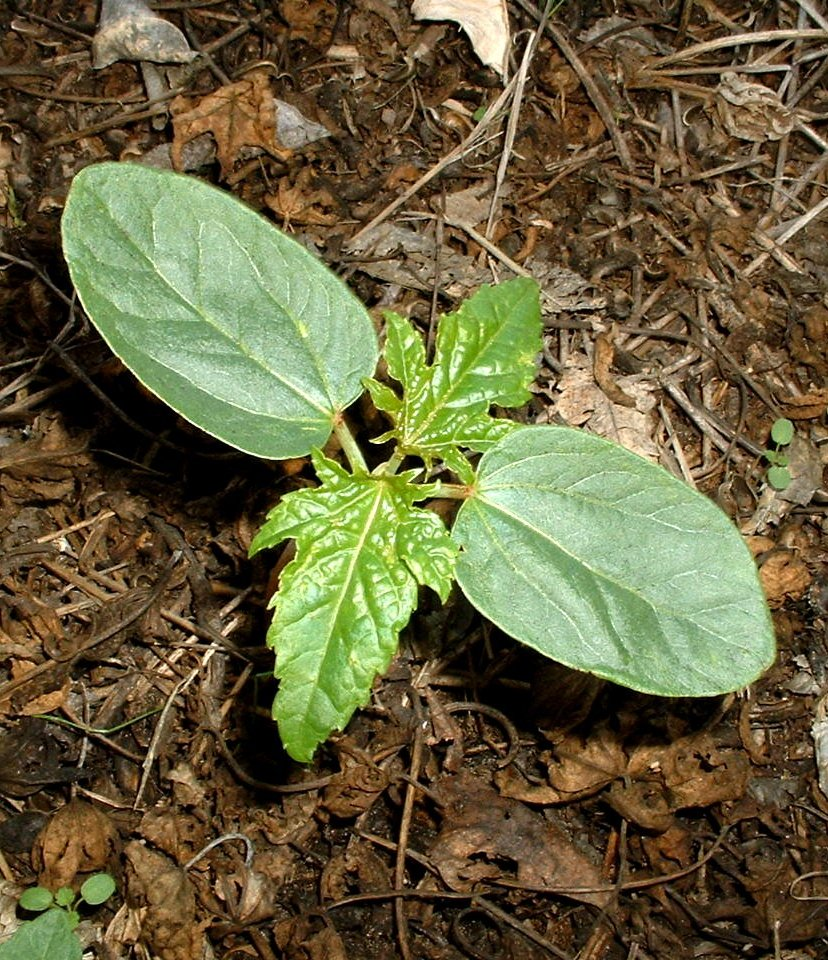
Ricinus-Keimling mit zwei Keimblättern (rundlich) und zwei Folgeblättern (gezähnt).

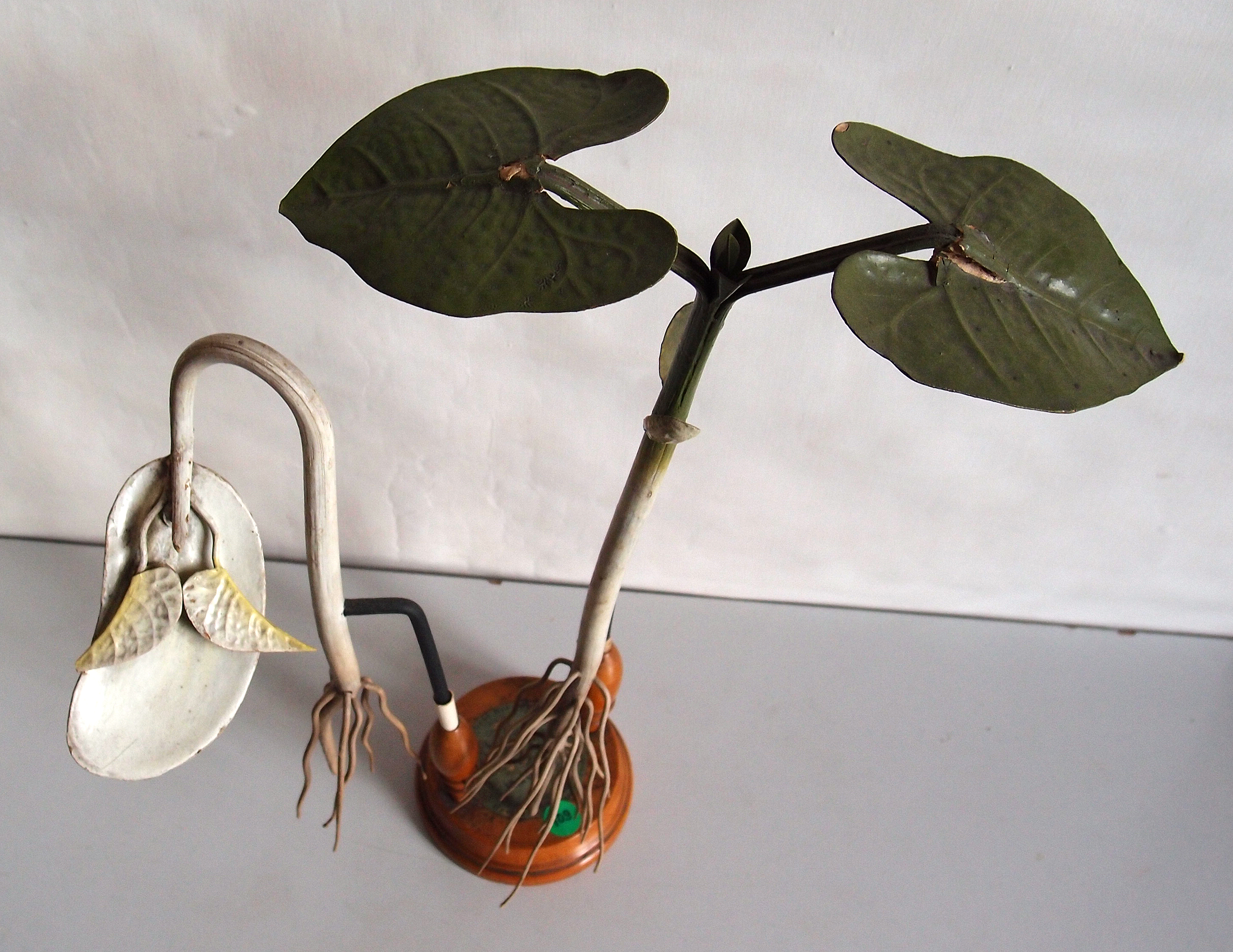
Modell der Keimung von Dicotyledonen, Botanisches Museum Greifswald

Die Zweikeimblättrigen oder Dikotylen (Dicotyledoneae, Magnoliatae) waren eine von zwei traditionellen Klassen der Bedecktsamer (Magnoliophyta) und wurden nach der Anzahl ihrer Keimblätter von der anderen Klasse, den Einkeimblättrigen abgegrenzt. Im Gegensatz zu den Einkeimblättrigen sind die Zweikeimblättrigen jedoch keine natürliche Verwandtschaftsgruppe, weshalb sie in die beiden Gruppen Einfurchenpollen-Zweikeimblättrige (Magnoliopsida) und Dreifurchenpollen-Zweikeimblättrige oder Eudikotyle (Rosopsida) aufgetrennt wurden. 

## Merkmale
Das namensgebende Merkmal ist die Zweizahl der Keimblätter, die bis auf wenige Ausnahmen (etwa manche Lerchensporne mit nur einem Keimblatt oder Degeneria mit drei bis vier) auf alle Vertreter zutrifft. Die Leitbündel in den Sprossachsen sind als Eustele ausgebildet, also in einem Kreis angeordnet. Sekundäres Dickenwachstum mittels Kambium kommt häufig vor. 
Die Wurzeln sind meist langlebig (Allorhizie) und besitzen ein oligarches Leitbündel. Die Allorhizie ist charakteristisch für viele Zweikeimblättrige und unterscheidet sich von der Homorhizie, bei der mehrere gleichwertige Wurzeln aus dem Samenkeimling wachsen, wie es bei vielen Einkeimblättrigen der Fall ist. Dieses Hauptwurzelsystem ermöglicht den Pflanzen eine tiefere Verankerung im Boden und einen effizienteren Zugang zu Wasserressourcen in tieferen Bodenschichten. Die Laubblätter sind vielgestaltig, meist besitzen sie einen deutlichen Blattstiel und haben eine netzförmige Aderung. Häufig besitzen sie Nebenblätter, selten Blattscheiden. 
Die Blüten sind meist in fünf-(vier-)zähligen Wirteln angeordnet, die Blütenhülle ist häufig in Kelch und Krone differenziert. Zwei- oder dreizählige Wirtel sind selten, ebenso eine schraubige Stellung. Die Pollentetraden werden meist simultan gebildet, die Pollenkörner besitzen meist drei Furchen (tricolpat). Das Endosperm wird nukleär oder zellulär gebildet, aber nie typisch helobial. 
Die ursprüngliche und weit verbreitete Lebensform ist der Baum. Krautige Formen gelten als abgeleitet. 
An chemischen Charakteristika sind zu nennen: häufiges Vorkommen von Ellagsäure und Ellagitanninen, von kondensierten und hydrolysierbaren Gerbstoffen, von ätherischen Ölen, von Triterpensäuren, von Polyterpenen (wie Kautschuk), von Alkaloiden, Triterpensaponinen, von Kalziumoxalat in Form von Drusen, und von Schleimen mit Uronsäurekomponente.

## Botanische Geschichte
John Ray hat 1682 als Erster erkannt, dass nicht alle Samenpflanzen über zwei Keimblätter verfügen. 1703 teilte er die Bedecktsamer in die beiden Gruppen Dicotyledones und Monocotyledones. Antoine Laurent de Jussieu hat die Gliederung 1778 übernommen und auch 1789 in seinem Werk Genera Plantarum verwendet. Diese Zweiteilung blieb bis in die 1990er Jahre erhalten, als man erkannte, dass die Dikotylen keine natürliche Verwandtschaftsgruppe bilden (nicht monophyletisch sind). Die basalen Gruppen der Bedecktsamer wurden von den eigentlichen "Eudikotylen" abgetrennt und werden als Einfurchenpollen-Zweikeimblättrige bezeichnet. Die Eudikotylen sind monophyletisch, während die Einfurchenpollen-Zweikeimblättrigen nach wie vor paraphyletisch sind.